# 삼성 기어 S2
삼성 기어 S2(영어: Samsung Gear S2)는 2015년에 발표한 삼성전자의 스마트워치이다. 삼성전자의 스마트워치 중에서 최초로 원형 디스플레이를 채용했고, 원형 베젤을 물리키로 만들어 회전하여 사용할 수 있는 특징이 있다. 3G 모델과 클래식 모델, 스포츠 모델 3가지로 나뉘어 출시되었으며 3g 모델은 밴드라고 불리고 클래식 모델은 삼성 기어 S2 클래식등으로 불린다
본래 안드로이드 운영체제를 사용하려 했으나 화면 잘림등의 현상이 있어 타이젠으로 교체하였다. 무선충전이 가능하다 현재 타이젠 3.0으로 올라가지 않고 2.3.2.7에 머물러 있으나 최신기종에 들어가는 UI는 업데이트는 해주는 벨류팩 업데이트는 해주고 있는 상태이다. AP는 3G 모델은 퀄컴 스냅드래곤 400이 들어가고 블루투스는 엑시노스 3250이 들어갔다. 스냅 400에서 코어 2개를 끄고 클럭을 1Ghz로 고정해서 엑시노스 3250과 성능 차이는 별로 없다.
배터리는 내장형이며 3G는 300mAh,블루투스는 250mAh가 내장되어 있다. 3G 버전이 더 많은 이유는 전력소모때문이다.